# 戴笠
戴 笠（たい りゅう、1897年5月28日（光緒23年4月27日） - 1946年3月17日）は、中華民国の政治家・軍人（追贈で陸軍中将）。もとの名は春風。字は雨農。仮名は「漢肯」「金龍（余龍?）」「金水」「永年」「宏偉」「志成」「馬力行」「張叔平」など。号は芳洲。学名は徴蘭。

## 生涯

### 中国国民党に加入
浙江省江山県出身。1910年（光緒29年）、文渓高等小学卒業後、浙江省立第一中学に入学したが、宿舎の管理が乱雑であったとして、除籍処分を受ける。帰郷後は無頼漢としての生活に堕したが、1917年（民国6年）、浙軍（浙江軍）第1師模範営に加入し、軍人となる。
1926年（民国15年）10月、黄埔軍官学校第6期として入学（騎兵科）。あわせて中国国民党に加入した。以後、蔣介石の反共路線を支持し、中国共産党や国民党左派への監視・調査活動に取り組むようになる。北伐や反蔣介石派との戦いでも軍事情報の収集に努めた。

### 力行社・藍衣社の幹部へ
1931年（民国20年）9月、満洲事変（九・一八事変）が起きると、蔣介石の命により黄埔軍官学校出身者による三民主義力行社が設立され、戴笠は後補幹事に任ぜられた。さらに、蔣介石の指名により、特務処処長（中華民族復興社＝藍衣社特務処長）となっている。1934年（民国23年）7月、南昌行営秘書処調査課上校課長も兼任し、全国20か所に特務組織を次々と成立させた。
戴笠は、親日派の軍人・政治家や、共産党・民主党派の活動家を監視・弾圧・暗殺する秘密工作を展開していく。例としては、親日派の張敬尭や中国民権保障同盟総幹事の楊杏仏の暗殺などがあげられる。西安事件後、逮捕された張学良の収監・護送は戴笠が管轄し、また、1937年（民国26年）12月には、楊虎城夫妻の逮捕も実行した。
1937年8月、第二次上海事変により日中戦争（抗日戦争）が本格的に勃発すると、戴笠は上海へ赴き、杜月笙ら幇会と連携して蘇浙行動委員会や別働武装隊を組織し、前線の国民革命軍撤退を側面支援した。1938年（民国27年）5月、これらの武装組織を忠義救国軍と改名し、自ら総指揮に就任して漢口に駐屯している。

### 軍統の指導者へ
同年、蔣介石が批判の集まる秘密組織の解消を進めたため、力行社・藍衣社は解散された。それに伴い、戴笠は軍事委員会調査統計局（いわゆる「軍統」）副局長に任命され、以後、軍統組織の整備に尽力する。1942年（民国31年）には、軍統の構成員は4万から5万にまで達したとされる。また、戴笠は軍統の影響力をさらに拡大し、国民政府や国民党、国民革命軍の内部にまで浸透させていった。1942年7月、アメリカ海軍の情報機関と協力して、「中米特種技術合作所」を設立し、戴笠が所長に、メアリー・マイルズが副所長に就任した。これにより、アメリカの調査技術・知識の導入が図られることになった。
戴笠が巨大化させた軍統の秘密工作活動は、日中戦争期間中、ますます活発となった。共産党・民主党派要人の弾圧・暗殺に加え、ハノイ滞在中の汪兆銘（汪精衛）暗殺未遂事件を起こしただけでなく、実際には日本に投降する意思がなかった唐紹儀までも、日本に利用されることを恐れて殺害するなどした。日本軍自体に対しても、様々な撹乱工作などを仕掛けている。

### 戦後処理最中の急死
その一方で、1939年（民国28年）末から1940年（民国30年）9月にかけて、戴笠は軍統香港区を介して、今井武夫との間で和平の秘密交渉を行っているが、結局情勢の変化により妥結しなかった（桐工作）。さらに、南京国民政府の要人、特に周仏海の一派との連携を密にし、これを利用しようと図った。これら南京国民政府要人との接触は、対日工作であっただけでなく、これら人物たちの共産党への寝返りを防ぐ狙いもあったとされる。日本敗北後の1945年（民国34年）8月から、戴笠は南京国民政府の旧支配地へ乗り込み、軍統及び中美合作所上海弁事処を設置して、事後処理にあたっている。
1946年（民国35年）3月17日、戴笠は青島から南京へ飛行機で向かった。しかし悪天候が原因で、飛行機は南京、上海のどちらにも着陸できず、徐州に向かおうとして、南京市上空で墜落し、戴笠は死亡した。享年50（満48歳）。死後、陸軍中将を追贈された。戴笠が根城としていた軍統も保密局として中華民国国防部傘下に組み込まれ大きく権限を縮小したが、一方でこれが国共内戦で国民党が敗退する大きな要因になった。蔣介石は、「戴笠が生きていたら、台湾に撤退せずにすんだのに」とのちに述べたといわれる。